# Wegenstetten
Wegenstetten é uma comuna da Suíça, situada no distrito de Rheinfelden, no cantão de Argóvia. Tem 7,12 km² de área e sua população em 2018 foi estimada em 1.066 habitantes.